# ラジドリ
ラジドリとは、ラジコンカーを用いてドリフト走行を行うことである。ラジドリ用の代表的な製品にヨコモのドリフトパッケージがある。

## 概要
ラジコンカーも人が乗車するクルマも全く同一の物理法則の元で走行するため、両者に違いは無い。広義で言えば、グリップタイヤでも、短時間、コーナーでタイヤをスライドさせ車体の向きを変えるドリフト走法や、リヤタイヤのグリップを超えた出力で後輪を滑らせながら走らせるドリフト走行もラジドリに含める。
狭義で言えば、ドリフト専用に作られたラジコンカーでドリフト走行のみを目的に走行させる事を指す。本項で解説。
ドリフト専用に作られたラジコンカーは「ラジドリ」と呼称する様になり、ヨコモ等から完成品が販売されている。
ドリラジでのラジドリはツーリングカーと比べ速度が遅く、初期投入コストや運用コストも低いという敷居の低さも有り、ラジコンカーの1カテゴリーに急速に成長した。 
実車のドリフトと同じように飛距離（ドリフトしながら進む距離）や角度（ドリフトアングル）などの用語が用いられるのも特徴である。

## ラジドリの歴史
短時間、コーナーでタイヤをスライドさせ車体の向きを変えるドリフト走法や、レース用のグリップタイヤで雨の中を余剰出力で滑らせながら走らせるドリフト走行は1990年代以前から存在していたが、塩ビ管をタイヤに代用してグリップ路面でも恒久的に長時間ドリフトできるようにした事を「ラジドリ」と呼ぶようになったのは2000年代初期からである。時を同じくして2001年よりD1グランプリ（実車の競技）が始まると、スポンサーとなったヨコモがD1車両と同じデザインの車両を「ドリフトパッケージ」として販売、瞬く間にラジドリ人気に火をつける事となった。以後はタミヤを含むラジコン車両メーカーや地方のサーキットなど、その大小、和洋を問わず様々な企業からドリラジが販売されている。2013年頃になると実車と同じように後輪駆動(以下「RWD」)での安定走行が試行錯誤されるようになり、その中でステアリングにジャイロ補正を行うことがその解決の糸口となり、以後は2駆ドリが流行するようになっている。

## 用いられるラジコンカー
ラジコンカーでドリフトするにはほとんどの場合、4輪駆動（以下4WD）のものが用いられる（理由は後述）。主に、改造の容易なホビー用ラジコンを用いる。また、玩具店等で販売されているラジコン（トイ・グレードRC車）でもドリフト専用を謳って販売している製品もあるが、対象年齢が低い事もあり、改造できる範囲は狭い。
車体は主にホビー用電動ラジコンカーの標準サイズである1/10がドリラジの主流だが、走らせるフィールドを節約できるサイズとして、ヨコモが提唱する1/16サイズの「ICHIROKU-M」や1/15サイズの「ドリフトパッケージ ミニ」、京商の1/27スケールの「ミニッツ」でもドリラジが普及している。
上記ラジコンカーにドリフト用タイヤを装着する。当初はJIS規格の塩ビ管の内径が1/10ラジコン用のホイール外形と同一だったためこれを輪切りにして自作していたが、ラジドリが盛んになってからは模型メーカーなどから樹脂･ゴム･ポリカーボネート製などのドリフトタイヤが販売されている。また大規模な専用サーキットでは目の細かいアスファルト、平滑なコンクリートやパンチカーペット、Pタイルなど、スリップしやすい路面を造っている所もある。そういったグリップ力の低いドリフト用タイヤや路面で意図的にタイヤを空回りさせ、ドリフト走行状態を作る。

### シャーシの駆動特性について
実車のドリフト走行では主にFR車が用いられるが、ラジコンカーの場合、実車換算では100km/hを超える高速状態が多く、その小ささと外部コントロールであるが故のタイムロスによりカウンターステアが間に合わずすぐにスピンしてしまうので、安定性の高い4WD車が用いられていた。
しかし、舵角を自動的に調整するジャイロセンサー(後述)を用いる事で、RWDのみでのドリフトは難しくはなくなった。
ドリフト走行の人気に伴って最初からドリフト走行向けの仕様を施したキットがドリラジの主流となっている。
RWD車ではドリフト発生自体は簡単だが、RWDの押しだけで駆動輪の無いフロントタイヤをどれだけスムーズに転がせるかが走行の肝であるため、前でも引っ張れるAWDのドリフトよりセッティングの難易度が高い。このため二駆ドリフトがラジドリの主流になれない一因となっていたが、ステアリングジャイロという機器の導入や実車の挙動を強く意識した「リアルドリ」という考え方が広まり始めた事、2016年にヨコモがYD-2というドリフト用RWDシャーシを発売したことを契機にして二駆ドリユーザーは増加傾向にあり、徐々に主流になりつつある。
ただAWDとRWDでは速度的な差があり（どうしても二輪しか駆動しないRWDの方がAWDより速度が遅くなる）、サーキットによっては駆動方式で走行時間帯を分けているところもある。

## 駆動による分類と主な改造
シャーシにドリフト用タイヤを装着すればドリフト走行が可能だが、ほとんどの場合、これに加えてデフやサスペンション等も手が加えられている。
モーターから駆動輪へ動力を伝える構造としては、ギヤとシャフトで伝達する「シャフト車」、プーリーとベルトで伝達する「ベルト車」の2種類がある。ピニオン-スパーとギヤを介した後にスパーと直結したプーリーを回転させる構造は「ベルト車」に分類される。
等速
前後のデフギアまたはプーリー比が等しい設定の車は「等速」と呼ばれている。ホビー用ラジコンの初期状態の殆どが等速で販売されている。ここからアライメントの変更、サスペンションやダンパーオイルの交換、錘の積載など足回りや前後重量配分の工夫でドリフトを誘発するきっかけを作り出す。この場合慣性でリアを振っても前輪の向いている方向へ車体が進行しようとするため、カウンター量はケツカキに対して少なく、実車のラリーカーのようなドリフトになるが、スピンを起こしにくく走行が安定する。
ケツカキ
後輪を前輪より多く回すためにデフギヤまたはプーリー比を変更したドリラジや改造を通称「ケツカキ」と呼んでいる。実車のFR駆動の動きを意図しており、前輪より押し出す力の強い後輪をカウンターステアで制御する（ステアを切った慣性で後輪が外側に滑り出すため、以後はカウンターステアを当て続ける必要がある）。 常にドリフト状態のため飛距離が長く、四輪とも駆動するためスピードが速く豪快なドリフト姿勢やカウンターステアを再現できる事が魅力とされる。改造方法として、
- センターシャフト4WD車は後輪側をより多く回すアクスルギア（ケツカキギア）へ変更するが、ギヤやギヤケースの制約があり左右差動のデフは入れられない。
- 前輪のみをより少なく回転させるギア（減速ギア）に変更する(この場合「マエオソ」「フロント減速」とも呼ぶ)と、後輪の最終減速比が変わらないため、後輪への負担を軽減しながらケツカキにでき、左右差動のデフが入れられる利点がある。またケツカキギアの入った車に減速ギアを用いることにより、理論上後輪をより多く回す改造が行える。
- 2ベルト駆動4WD車ではプーリーでの前後の動力配分を変え、後輪を多く回す改造が主流である。ベルト駆動4WD車は前後にデフが入れられコントロール性が上がる反面、ベルトとプーリーの間に小石などが挟まると破損するため、整備されていない場所での走行には注意が必要である。またリヤのプーリー比を変更する際は比率に合わせたドライブベルトに交換する事が必須となる。
- ドリフト特有の改造と思われがちだが、オフロードバギーなどのラジコンカーでは古くから回頭性を上げるために多用されている改造法である。ただしその場合の名称はケツカキではない。

二駆ドリ
前輪・後輪のどちらかを駆動させるドリラジや改造を通称二駆ドリと呼ぶ。前輪駆動はFドリ(FFドリフト)とも呼称するが、二駆ドリと言えば通常RWDのことを指す。以下は主にRWD車の事について解説する。外部コントロールによるラジコンカーでは、実車のように車体の向きに応じてタイヤの向きがハンドルにフィードバックされる所謂セルフステア効果は得られない。実車の場合はキャスター角でセルフステア（ハンドルの復元力）をコントロールし直進安定性を稼ぐのだが、ラジコンカーの場合はステアリングがサーボ制御のためそれも難しい。また車体の挙動を見てから操作に入るためどうしても動きにタイムラグが生じる。よってRWD車の場合、ドリフト走行のコントロールは極めて難しく高速走行は不可能と言われてきた。しかし、2012年頃から模型飛行機などの姿勢制御用のジャイロセンサーを用いステアリングサーボに補正を行うことにより、リアの瞬間的な横滑りに対してサーボに補正を行い、自動制御で前輪を横滑りしている方向に向けられるようになった。ジャイロ自体の調整は必要なものの実車のセルフステアに近い効果を得ることが可能となり、RWD車によるドリフトが容易となった。二駆ドリが普及してからは専用に特化したシャーシやジャイロ、サーボ等が販売されている。デメリットとしては、地面に動力を伝える駆動輪が減るためスピードが上がりにくく、4WD車に追い着くためにはそれより更に強力な駆動力(トラクション)を得るための改造とESCによるブースト・ターボの付与、それを制するテクニックが必要となる。四駆のシャーシからフロント駆動部分を取り除いて二駆ドリマシンにする事は可能である。しかし切れ角を確保するためのAアーム化とステアリングワイパーなどの動作角の拡張、アッカーマン等アライメントの調整のためのパーツ導入、ジャイロの選定と搭載位置の確保、及び駆動輪である後輪へトラクションをかけるための重量物の配置やサスペンションの変更など変更する箇所が多岐に渡るため、改造を行うためのノウハウと費用が必須となる。
ジャイロの機能については下記「電子的な補正」を参照。

## ドリラジ特有の改造について

### ホイール・アライメントの最適化
切れ角アップ
実車のドリフトと異なり、ラジドリ(RWD)の場合後輪のグリップが極端に小さい。その為、ドリフト中前輪に制動が掛かると簡単にリヤが流れて車が巻いて（＝スピンして）しまう。ドリフト走行時に車体に角度を付けると更にその傾向が強くなり、ステアリングの切れ角を大きくして前輪が転がって抵抗にならないようにする必要がある。このステアリングの切れる量を増やす改造を切れ角アップという。切れ角アップのための専用パーツを使用するか、Cハブやナックルを削るなど加工をすることで可能となる。ただしフロントのドライブシャフトの限界角以上は切れないため、切れ角を純正品より増やした切れ角アップ対応ユニバーサルシャフトなども発売されている。下記は主にフロントアームやナックルの加工で作用範囲を増やす改造方法だが、全ての改造の基本として
- 前輪の可動範囲の拡張（ステアリングワイパーやナックル等ステアリング機構の変更・プロポで変更できる場合は設定変更も含む）
- サーボホーンを延長（支点からの半径を大きくする=物理的な作動距離が伸びる）

以上の改造を施してステアリングの切れ角を増さなければならない。
Aアーム化（C脚化）
GPラジコンカーや1/12EPカーの多くに採用されているAアームタイプのサスペンションを使用する手法。上記切れ角アップに際し、従来のEPラジコンカーの多くに採用されているCハブタイプのサスペンションでは構造がネックとなり切れ角に限界があった。そこでCハブが無い実車同様のピロボール支持タイプのサスペンションにすることで切れ角の限界を増やす改造が施される。構造上アーム長を長くすることが可能になるためトレッド幅の変更が容易になり、Cハブの省略でステアリングナックルのキャスター角がアッパーアームで自由に変更できる。特に前輪の転がり抵抗を極限に減らし切れ角が必要な2駆ドリでは必須の改造となる。ドリラジでのAアーム採用は、大手メーカーであるヨコモから発売されたAアーム採用型のドリフトパッケージタイプCが最初であった。そのためAアーム化はC脚化とも呼ばれる。ドリラジにAアーム化を施す際、従来はドリフトパッケージタイプCのパーツを流用する事が多かったが、近年ではサードパーティからAアーム化キットやパーツが発売されている。しかしAアーム化キットが使用出来るシャーシや純正採用シャーシは極一部に限られ、多くのシャーシでは自己流や自作による改造が必要であり改造手法としては難易度が高く、初心者～中級者は手にしにくい。RWD車では最初からAアーム化されて販売されているシャーシが殆どである。
ナロースクラブ化
ステアリングナックルの上下キングピンを繋ぐ延長線の接地点とホイールの中心線の接地点までの距離をスクラブ半径と呼ぶ。オフセットの多いホイールなど使用しスクラブ半径が多くなった場合、ステアリングを切るとタイヤが前後に大きく移動する。そのため実車同様の動き（リアル）を主体とするドリラジにおいては大変見栄えが悪く、またタイヤの移動量が多いためボディやシャーシにタイヤが干渉したり、シャーシとタイヤの位置関係（ジオメトリー）が変化することによるコントロールのし難さなどの問題があった。そこで、上記Aアーム化を施しサスペンションアームを延長、オフセットの小さいホイールや小型のステアリングナックルを使用することでスクラブ半径を限りなく0に近づける改造が施され、ナロースクラブ化と呼ばれるようになった。ただしナロースクラブという手法はサスペンション構造の全面的な改造やパーツ購入による資金投入が必要なため一般には上級者向けの改造となる。
ポジキャン
ステアリングを切った方向側のタイヤが、タイヤトレッド側から見てポジティブ側に角度が付いている状態を示す。通常のキャンバーにおけるネガティブキャンバー・ポジティブキャンバーとは違う。実車と同等の見た目を狙った改造であり、セッティングよりもリアリティを求める部分が大きい。改造法としては、Aアーム化によるアッパーアームの後退またはロワアーム前進によるキャスター角の付与やポジキャンになるように作られたナックルなどの専用パーツを使用する。ポジキャンが比較的普及した現在では大キャスター角＋キングピンアングル（後述）の付与が主流である。ただし一般的には走りにくくなるため、ある程度の操縦テクニックが必要となる。
キングピンアングル・トレール
Cハブタイプのサスペンションは一部製品を除き、キングピンを繋ぐ線とホイールの中心線が並行であった。しかし実車ではキングピンを繋ぐ線（キングピンアングル）は傾斜しており、ステアリングを切るとポジキャンとなる。そこでドリラジで実車同様の動きを再現するためキングピンのアングルを傾斜させる改造が施されるようになった。改造法としては、ポジキャンになるように作られた専用パーツ（主にナックル）を使用し、一般的にはAアーム化が必要となる。トレールとは、4WD車のナックルではアクスルとほぼ同一線上についていたキングピンの取り付けをアッパー側を後ろ（及びロア側を前）にずらしたもので、本来は直進安定性のために付けるものだったが、二駆ドリでカウンター時に大きな舵角になるとキャスター・キングピンアングル・トレールの角度の効果によってより前輪が安定して転がるようになった。だが、キングピンアングルの傾斜によってタイヤの角が抵抗になる現象は変わらず、キャンバーの変更や角の丸いタイヤの変更などで解消する必要がある。
アッカーマン
実車やレース用ラジコンではステアリングを切ったときに左右のタイヤで内輪差が生まれるため、その抵抗を少なくするアッカーマンステアリングと呼ばれる角度がステアリングに施されている。ドリフト走行においてはアッカーマンステアリングが逆に抵抗や挙動の乱れにつながるため、アッカーマンステアリングを意図的に無くした「アッカーマン0」という改造が存在する。あくまでもドリフト走行時のみ有効に働くものであり、特にカウンターステアを多用するケツカキに対して有効なものである。ただし等速やカウンターを多用しない走行では必要性は低く、またケツカキにおいても必ずしも必要なものではない。フロントタイヤの動きがドリフトコントロールの要である二駆ドリではアッカーマンの調整は必然で、アッカーマンが正しく調整されていないと容易にスピンを起こしたり、走りにくい等の要因となる。主に何も操作していないニュートラル状態～常用域～フルにステアを切った状態でそれぞれ調整を行う。理想的には左右輪が全て同じ角度の回転(パラレル)よりも、ステアを切っていくごとに少しずつトーアウトになる状態(内切れ)が良いとされるが、個人の好みやマシンの特性、コースなどでその調整具合は異なる。RWD車のアッカーマンを調整するための機構もメーカーによって様々だが、旧来からのステアリングワイパーの形状変更（及びセンターリンクのターンバックル化）のほか、平行または湾曲した「ラック」と呼ばれる長方体のパーツをベアリング等でスライドさせる、所謂「スライドラック機構」を2014年頃から採用しているシャーシもある。
鬼キャン
実車の改造と同じようにタイヤに極端なネガティブキャンバーを付けることを言う。単に見た目を好む場合や、セッティングの結果として鬼キャンになる場合があり少なからずセッティングとしての要素も見られる。またタイヤそのものがテーパー状でキャンバーを多く付けた場合にも接地面積が減らないよう工夫されたタイヤも存在する。キャンバーを付ける場合はアッパーアーム（ターンバックル）を短くすることで可能となるが、ドライブシャフトの長さがネックとなりキャンバーが多くつけられない場合あるのでドライブシャフトを短くするなどの工夫も必要になる。一部安価なシャーシはアッパーアームが非調整式なため、調整式のものに変更するなどの必要性がある。

### 重量物の搭載位置の最適化
フロントモーター化
ラジドリ黎明期に四駆のみだった時期はレース用ラジコンをドリフトに使用していた経緯から、一般的にシャーシ構造は重量物を後方に置き回頭性を主眼に置いたリヤモーターマシンであったが、リヤが振られず全輪にトラクションを掛けドリフト走行がしやすいように、シャーシ中心より前方にモーターを配置したフロントモーター仕様のシャーシや、リヤモーターシャーシをフロントモーターに改造する「コンバージョンキット」が発売された。その起源はALEX RACING DESIGNが発売していたフロントモーター仕様のツーリング用シャーシ「クラブエンスー4（CE4）」である。元々ラジドリが流行する以前から存在したシャーシですでに生産は終了していたが、一般ユーザーがこれをドリフト走行に転用したところ非常に走りやすいと評判になったため、「CER」という名称でリメイクされ再発売されることとなった。以降は、タミヤ・ヨコモなどの大手メーカーや海外メーカー・サードパーティからもフロントモーターシャーシやコンバージョンキットが発売されている。ただしフロントモーターシャーシにはハイエンド品が多く、コンバージョンキットも大掛かりな改造パーツであるためチューニングにはそれなりの費用が必要となる。
リヤモーター化
二駆ドリが研究されセッティング理論が確立されるにつれ、4WDによるドリフトでは有効であったフロントモーター仕様が二駆ドリでは逆に操作性が悪化するという面が発見された。この操作性悪化はフロントヘビーによるリヤトラクションの不足と、フロントモーター仕様によるフロントセクションの複雑化がステアリング装置の設置スペース圧迫となっていたためである。上記理由のため二駆ドリがユーザーが増えた2015年後半以降はTA04に代表されるようなベルト駆動リヤモーターレイアウトやドリフトパッケージなどのシャフト駆動リヤモーターシャーシが見直されユーザー数が増えるという現象が発生した。また改造スキルの高いユーザーはシャーシを改造しフロントモーター仕様をリヤモーターへ自作で改造するようになり、サードパーティからもリヤモーターへ改造するキットなどが販売されるようになった。
お神輿化
主にRWD車のリヤモーター化の発展形で、リヤ側のより高い位置に重量物のモーターを、その上に更にバッテリーを搭載し、2階建て(ダブルデッキ)・3階建て(トリプルデッキ)とさながら神輿のように積み上げることで、加速した時のピッチングでリヤの駆動輪にトラクションがかかるようにする改造である。高く積めば積むほどリヤ方向にかかるトラクションは大きくなるが、比例してロール量が増大するため、ドリフトコントロール(特に振り返し)は困難になる。またお神輿化するためのキットは少なく、その多くを自作に頼る事になるため工作の難易度は高い。逆にロール量の増加を利用して、実車に近い挙動を再現するユーザーも増えているが、こちらはお神輿化だけではなくシャーシやサスペンションセッティングを含めたものの為、やはり難易度は高い。
バッテリーのオーバーハング搭載
RWD車のリヤモーター化の発展形で、お神輿の代わりに後輪車軸より後ろ側のオーバーハングにバッテリーを搭載する改造である。お神輿化と同様のトラクションが得られ、バッテリーの搭載位置が低くなりロール量が減らせるためコントロールがやりやすいというメリットがある。この改造もキットは少なく自作を余儀なくされる場合もあるが、3RACING製のSAKURA D4 RWDなど最初からバッテリーをリヤ搭載出来るようにキット化されているものもある。高さを抑えつつバッテリーをホイールベース内に収めるため、使用できるバッテリーはショートサイズに限られている。また、ドリフト大会の規定によってはバッテリーのオーバーハング搭載を不可としている場合もある。

### 電子的な補正
ジャイロ
元々は航空機のラジコン用に開発された物で、これは急な横風などにより機体が傾いた際に自動的に水平を維持するためのものであった。ドリラジではステアリングサーボ側に用い横滑りに対して本来向かうべく進行方向へ自動的にステアリングを切る機能を示し、実車におけるセルフステア効果を擬似的に再現したものである。ジャイロを導入することで操作感覚が実車により近いものになり操縦者の負担が大幅に減り、ラジドリが飛躍的に簡単になる。ただし、ジャイロが有効であるのは後輪に重点を置くケツカキ仕様車またはRWD車のみで、前後等速の4WD車では逆に操作性が悪化する。これはラジコンカー特有のステアリングサーボ特性にあり、ラジコンカーは通常ステアリングを戻すと車体に対し前輪が真っ直ぐになる。4WD車のドリフトはゼロカウンターで行うため、逆にジャイロを導入してしまうとセルフステアを当てようとするのでゼロカウンターを維持できなくなるのがその理由である。ジャイロの感度補正には通常1チャンネル必要であり、ラジコンカーの場合はアクセル・ステアリング・ジャイロと3チャンネル以上の操作が可能な送信機が必要。ジャイロは通常単体でユニット化されているが、最近になり受信機側にジャイロ機能を最初から組み込んだものも出始めた。また送信機が2チャンネルでも動作するジャイロ(ピエゾ式)も登場した。ピエゾ式の場合は送信機側からの情報に加え独自にヨーイングを計測した情報をサーボに送り動作させるためチャンネル追加を必要とせず、受信機とステアリングサーボの中間に割り込ませるだけなので簡単に導入しやすい。送信機の側もジャイロ導入を前提とした製品が出始めており、3チャンネル目はジャイロのコントロール専用チャンネルとなる。
ブースト・ターボ
元々はストックカーレースなどのレギュレーションによりモーターの交換が出来ない事から、ブラシレスモーターの可変進角を生かしてESCの設定で進角を増やし、モーターの規格回転数以上に回転を上げスピードを得る機構だったものをドリラジに応用したもの。特に二駆ドリではギヤ比を落とした方がコントロール性が上がるが、比例して最高速が伸びなくなる。そこでブーストとターボを使用し、ローギヤでもスピードを得られるようになった。ブーストは進角開始の設定回転数と進角の度数、ターボは設定回転数またはフルスロットルで設定した進角を開始する機構で、両方を併用すれば爆発的な加速が得られるため、一時的にAWD車に匹敵するスピードで走ることも可能となる。ブースト・ターボの付与はそれをプログラムで設定できるESCと、可変進角が利用できるセンサー付きブラシレスモーターが必要。ただしブースト・ターボの進角の付け過ぎはバッテリーとモーターにかなり負担をかけるため注意を要する。またコントロールに慣れればギヤ比を上げてスピードを伸ばせるため、必ずしも必要とする設定ではない。

### その他の改造
前輪側に左右差動を起こすデフ（ボールデフ・ワンウェイ等）へ変更する事が一般的であるが、ワンウェイの導入は回頭性が増す一方で慣れるまではスピンを起こしやすい（動力が切れるとRWDと同じ挙動になるため）。RWD車はケツカキギヤが必要ない(駆動させるのは後輪だけの)ため、リヤにボールデフや機械式のデフを入れることで左右の回転差が生まれ回頭性が増すが、荒い路面だと片輪が空回りしやすくなるためスピンや前に進まないといった現象が起こる。その場合はスプールに交換する事によって片輪が空回りするといった現象が起こらなくなりトラクションもかけやすくなるが、ドリフトの初期にアンダーステアを起こしやすい。
ドリフト走行はタイヤを空回りさせるためモーターやバッテリーに負担をかけやすく、冷却性能の向上等の改造が施される。ドリフトは本来、パフォーマンス的な要素が強いため、ボディは、スポーツコンパクトのような派手なドレスアップやLED電飾が施されたものが多い。2004年頃からはD1（全日本プロドリフト選手権）に影響された、ドリフトを競技化する動きに合わせ、派手にマーキングされた車両やエアロボディが好まれている。RWD車は切れ角と同時にフロントタイヤの転がりが最重要視されており（転がりが悪いとそれだけでスピンの要因となる）、アクスルに使用するベアリング内のグリスが少なからず抵抗となるため、組み立て時に分解して洗浄する事でグリスを除去した上で組み込むのが基本とされている。ただしベアリングの交換サイクルは短くなることに加え、小まめな注油が必要となる。これに加えてボディも、いかなる状況でもフロントタイヤと干渉しないようにカットする必要がある。